# Cloreto de magnésio
Cloreto de magnésio é um composto químico de fórmula MgCl2, usado para diversos fins, designadamente na culinária, para preparação de tofu a partir do leite de soja, na medicina, com fins terapêuticos, ou mesmo na indústria, como anti-congelante ou para produção de magnésio por electrólise.[carece de fontes?]
A maior fonte de cloreto de magnésio é a água do mar, de onde é extraído com fins comerciais.[carece de fontes?]

## Cuidados
O cloreto de magnésio pode ser irritante, por isso deve ser manipulado com precaução.[carece de fontes?]